# سن-روک-دو-مکیناک، کبک
سن-روک-دو-مکیناک (به فرانسوی: Saint-Roch-de-Mékinac) قصبه‌ای در منطقه شهری مکیناک ناحیه موریسی در استان کبک کانادا است. در سرشماری سال ۲۰۱۱ این قصبه ۳۰۹ نفر جمعیت داشته‌است و مساحت آن ۱۵۵٫۳۹ کیلومتر مربع است.